# Клайн (гора)
Клайн (англ. Mount Klayn, болг. Връх Клайн) — гірська вершина, що піднімається до висоти 2086 м у північній частині гірського хребта Бастьєн у горах Елсворт, Західна Антарктида. За іншими даними висота вершини становить 2400 м.

## Географія
Гора простягається на 2,8 км, тягнеться з півдня-південного заходу на північ-північний схід (англ. SSW-NNE) і має ширину 900 м. Об'єкт має круті й частково вільні від льоду південно-східні схили, а на північному сході вона нависає над льодовиком Німіц.
Вершина названа на честь Ласло Клайна, геолога болгарської антарктичної станції Святого Климента Охридського в 1999/2000 та наступних сезонах.
Гора Клайн має географічні координати 78°39′39″ пд. ш. 86°16′54.3″ зх. д. / 78.66083° пд. ш. 86.281750° зх. д., та лежить за 10,84 км на північний захід від гори Фісек (2000 м), за 12,76 км на північний схід від гори Вайлд Кнолль (2370 м), за 17,43 км на південний схід від піку Ерета (2300 м), за 4,83 км на південь від нунатаку Ічев (1604 м) та за 17,6 км на захід від гори Аткінсон (3300 м) в хребті Сентінел. Гора була нанесена на карти дослідними експедиціями США в 1961 і 1988 роках.
Абсолютна висота вершини 2400 метрів над рівнем моря. За цим показником гора є найвищою вершиною хребта Бастьєн. Топографічна ізоляція вершини відносно найближчої вищої гори Аткінсон (англ. Mount Atkinson, 3300 м), становить 17,6 км.

## Галерея

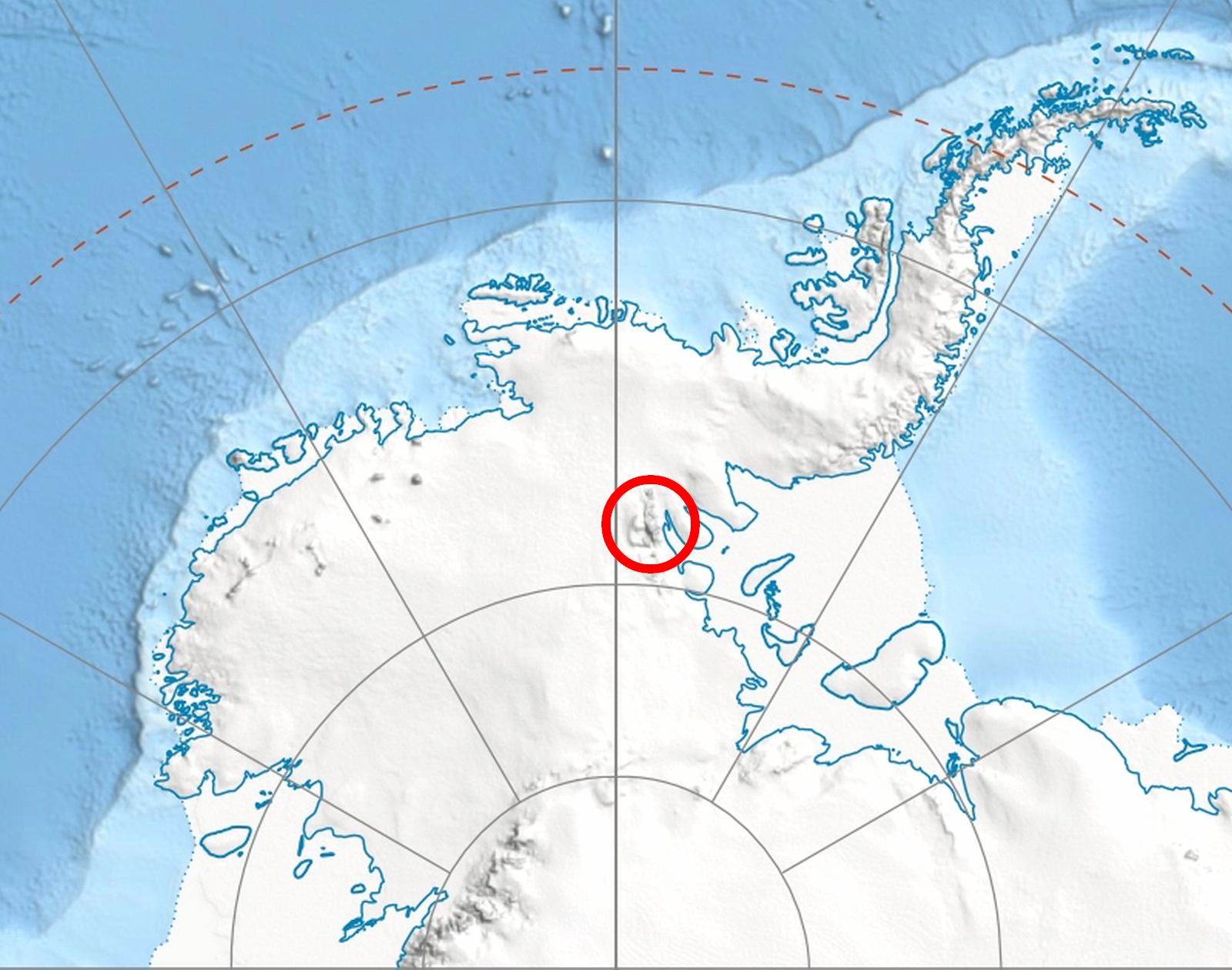
Хребет Бастьєн у Західній Антарктиді
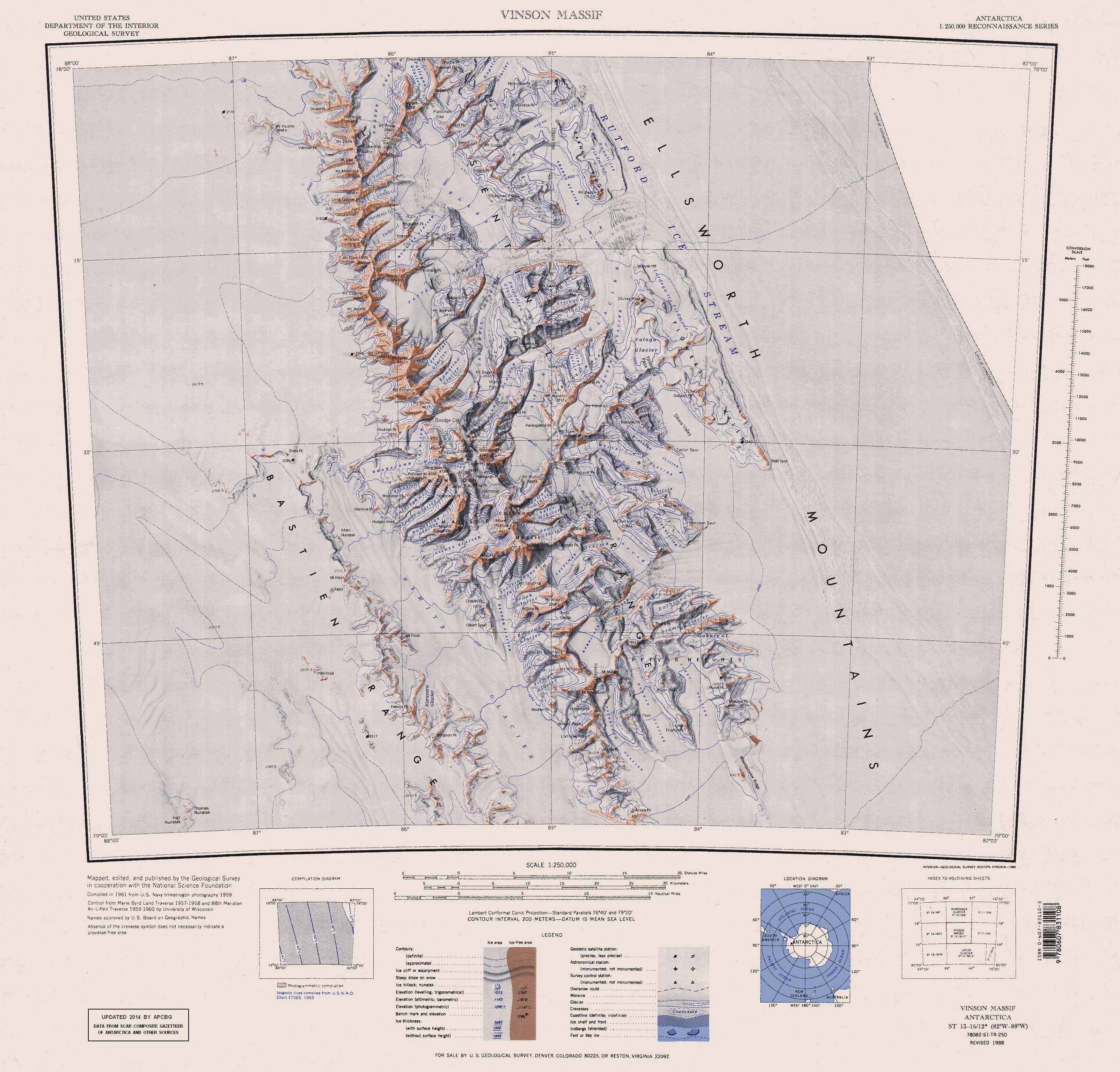
Карта хребтів Сентінел і Бастьєн

## Карти
- Масив Вінсон. Топографічна карта масштабу 1:250 000. Рестон, Вірджинія: Геологічна служба США, 1988.
- Антарктична цифрова база даних (ADD). Топографічна карта Антарктиди масштабу 1:250000. Науковий комітет з антарктичних досліджень (SCAR). З 1993 року регулярно оновлюється.